# MediaCorp
A MediaCorp é um conglomerado de empresas sediadas em Singapura, todas das quais atuam na mídia, especialmente na televisão e na radiodifusão.